# 中井正文
中井 正文（なかい まさふみ、1913年3月6日 - 2016年10月27日）は、日本の翻訳家、作家、独文学者。
東京帝国大学ドイツ文学科在籍中に、フランツ・カフカのドイツ語全集を手に入れ、戦後「変身」「アメリカ」などの翻訳を行う。
作家として「神話」で『中央公論』懸賞入選。「寒菊抄」で第20回直木賞候補。生まれ育った広島県を舞台とした戦争文学を残している。
早くから作家を志し、東大在学中は石川達三を敬愛、同氏とともに同人誌『星座』に参加する。本郷界隈で、高校、大学の後輩梅崎春生、学友の檀一雄、太宰治、織田作之助らと親交を持ち、ともに作家を目指した。
広島大学教授。のち同大学名誉教授。
1986年に勲三等旭日中綬章。没後、叙従四位。

## 来歴・人物
1913年広島県廿日市市に生まれる。
中学校時代の修学旅行で訪れた九州地方に魅せられ、また、南九州出身の北原白秋の詩を熱心に読んでいたこともあり、旧制第五高等学校に進学する。詩作に傾倒し、五高在学中に作詩した「椿花咲く南国の」は同校寮歌となり、のちに加藤登紀子の歌唱でレコード化された。
五高の同期に、当時作家志望だった土居寛之がおり、終生の友人となる。土居の影響で小説を書き始め、五高校友会誌『龍南』に作品を発表する。
1933年東京帝国大学ドイツ文学科へ進み、成子坂のアパートに下宿する。当時まだ無名の石川達三と知り合い、石川の第一回芥川賞受賞作「蒼氓」が掲載された、同人誌『星座』に推薦され参加する。『星座』は1935年4月開始、同人誌ながら、主催の矢崎弾の手腕により順調に盛り上がりを見せたが、矢崎が反戦的人物として政府に監視され、1935年7月号で同誌が早くも発禁処分を受けたため、中井は作家志望の仲間と新たな同人誌の立ち上げを模索する。
本郷に移っていた中井は、下宿先を同じくした五高の後輩梅崎春生、学友でかねてから付き合いのあり、近くに越してきた檀一雄、同じく下宿を近くする織田作之助、ドイツ文学科の佐藤晃一らと交流を持つ。ドイツ文学とトーマス・マンに傾倒していた佐藤に刺激され、佐藤も知らない作家を発掘してやろうと意気込み、発見したのがカフカの作品であったと中井は語っている。
自身のあこがれていた北原白秋の故郷、柳川の生まれであった檀と交流を深め、檀の敬愛していた太宰治を紹介される。はじめ、太宰は檀を仲介して自身の参加していた同人誌『青い花』に中井の参加を依頼したが、中井は新たな同人誌の立ち上げ計画を理由にそれを断る。太宰は檀を伴い中井の下宿を訪れ、『青い花』への再度の参加を促された中井は、それを承諾する。以降、太宰、檀、中井は東大前の落第横丁で酒を飲み交わす仲になる。
中井はその頃、宮島の対岸を舞台とした恋愛小説「神話」を執筆中であった。中井の下宿を訪れた太宰がそれを目に留め、「青い花」二号への掲載約束を互いに交わすも、太宰はじめ同人が揃って『日本浪漫派』へ活動拠点を移したため、『青い花』は創刊号のみの刊行に終わった。
1938年、『中央公論』主催「知識階級総動員・論文小説募集」のスローガンを見た中井は、書き上げたのち温めていた「神話」を中央公論社へ送る。同年しばらく経ったのち、中井は中央公論社へ呼び出され、当時の『中央公論』文芸主任、畑中繁雄らに「神話」の一等入選を伝えられる。しかし戦時下の言論弾圧は文学界にも及んでおり、軍部からの恋愛小説掲載自粛の通達を受け、『中央公論』誌への「神話」の掲載は見送られることになる。「神話」は二等入選というかたちで紙面に紹介され、中井とともに入選した大田洋子の『海女』が単独掲載される。
二等に繰り下がった賞金の埋め合わせとして、畑中は中井にドイツの女流作家エレン・クラットの従軍記翻訳を依頼、『中央公論』『婦人公論』に掲載される。
1941年、中央公論編集長となった畑中は中井に、恋愛をテーマとしない小説の執筆を持ちかける。中井は五高山岳部を描いた「阿蘇活火山」を執筆し、『中央公論』1942年2月号に新人小説として掲載される。「阿蘇活火山」はドイツの文化雑誌に中井の写真とともに紹介された。
その後中井はガダルカナル島への補充兵として福山の連隊へ招集されるも除隊。広島へ引き上げ、女学校の教師として終戦を迎える。広島市への原子爆弾投下時は勤労動員の引率で宮島の工場におり、直接の被曝を逃れた。
1945年「寒菊抄」で第20回直木賞最終候補。
1946年、休刊を余儀なくされていた『中央公論』復刊にあたり、畑中繁雄から「神話」の掲載を持ちかけられるも、中央公論社に原稿が残っておらず、中井の手元にもメモ程度しかなかったため、同作は世に出ぬまま戦乱に消えた。
のちに中井は「神話」の復元、再執筆を試みるも、満足のいくものとはならなかった。
戦後は佐藤晃一の勧めもあり、広島大学に教官として勤務。その傍ら、カフカの翻訳を進め、「変身」が角川書店から、「アメリカ」が三笠書房から初出。
1970年代から自身の作品の発表を再開、最晩年に至るまで『広島文藝派』を主宰し、精力的に執筆、翻訳を続けた。

## 翻訳
- 『変身』フランツ・カフカ 角川文庫 1952年
- 『アメリカ』フランツ・カフカ（三笠版現代世界名作全集）三笠書房 1953年、のち角川文庫
- 『制服の処女』クリスタ・ウインスローエ 三笠書房 1956年
- 『白い子犬』ヨハンナ・シュピリ (スピリ少年少女文学全集) 白水社 1961年
- 『酔いどれ聖伝』ヨーゼフ・ロート（世界文学大系）筑摩書房 1964年
- 『ある戰いの手記』フランツ・カフカ （カフカ全集 第3巻）新潮社 1965年
- 『わかれ』アルトゥル・シュニッツラー 同学社 1966年
- 『モーゼル旅行』ルードルフ・ゲオルク・ビンディング（ドイツの文学 第12巻）三修社 1966年
- 『花束』アルトゥル・シュニッツラー （広島文藝派17号）広島文藝派の会 2002年
- 『女の秘密』ヘルベルト・オイレンベルク（広島文藝派18号）広島文藝派の会 2003年

その他

## 作品
五高時代
- 中井正文「葦田氏の死と私 錯亂した文學青年の手記 : 手記」『龍南』第215巻、龍南會、1930年11月、80-96頁。
- 中井正文「極樂島綺譚 北川冬雄の超現實風の手記 : 創作」『龍南』第217巻、龍南會、1931年3月、49-79頁。
- 中井正文「溫泉宿 : 戯曲」『龍南』第218巻、龍南會、1931年6月、62-81頁。
- 中井正文「僕のフヰルム : 短篇集」『龍南』第219巻、龍南會、1931年11月、21-44頁。
- 中井正文「季節の覺書 : 隨筆」『龍南』第220巻、龍南會、1932年1月、51-62頁。
- 中井正文「暗い航海 : 戯曲」『龍南』第220巻、龍南會、1932年1月、5-15頁。
- 中井正文「不良少女 : 創作」『龍南』第221巻、龍南會、1932年3月、23-45頁。
- 中井正文「『不良少女』に就いて」『龍南』第221巻、龍南會、1932年3月、81-81頁。
- 馬場强, 中井正文, 馬場強「編輯後記」『龍南』第221巻、龍南會、1932年3月、82-82頁。
- 中井正文「孔雀 : 詩」『龍南』第223巻、龍南會、1932年12月、21-21頁。
- 中井正文「マヌカン人形 : 詩」『龍南』第223巻、龍南會、1932年12月、22-22頁。
- 中井正文「午後 : 創作」『龍南』第223巻、龍南會、1932年12月、35-41頁。
- 中井正文「吾らは樂しく地嶽へ行く : 詩」『龍南』第223巻、龍南會、1932年12月、23-23頁。
- 中井正文「村のマック・ジョンソン : 創作」『龍南』第223巻、龍南會、1932年12月、9-16頁。
- 中井正文「魅惑 : 詩」『龍南』第223巻、龍南會、1932年12月、24-24頁。
- 中井正文「離愁 : 詩」『龍南』第224巻、龍南會、1933年3月、33-34頁。
- 中井正文「ヘルマン・ヘッセにおける「巨母」の觀念」『ドイツ文學』第5巻、日本独文学会、1950年、35-37頁、doi:10.11282/dokubun1947.5.35、ISSN 03872831。
- 中井正文「カフカのアメリカ・ロマンの成立」『ドイツ文學』第12巻、日本独文学会、1954年、9-13頁、doi:10.11282/dokubun1947.12.9、ISSN 0387-2831。
- 中井正文「カフカの出発」『近代文学』第9巻第1号、近代文学社、1954年1月、39-41頁、NAID 40000787889。

その他

## 作品集
- 『神の島』いつくし文庫 1949年
- 『太田川は流れる』渓水社 1982年
- 『広島の橋の上』渓水社 1988年